# Zalha
Zalha là một xã thuộc hạt Sălaj, România. Dân số thời điểm năm 2002 là 1177 người.